# Ukrajinská asociace profesionálních fotografů

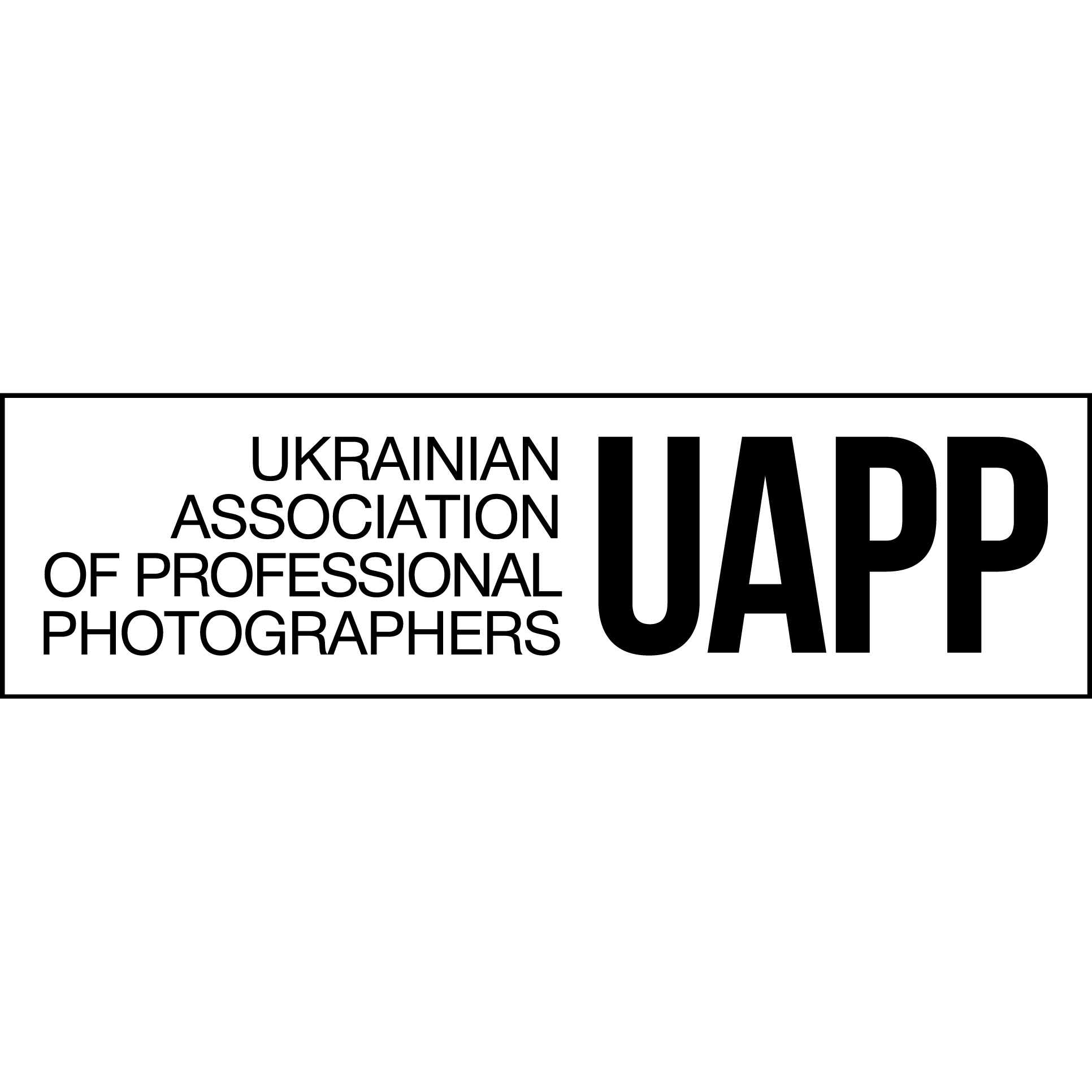
Logo v angličtině – Ukrainian Association of Professional Photographers, UAPP

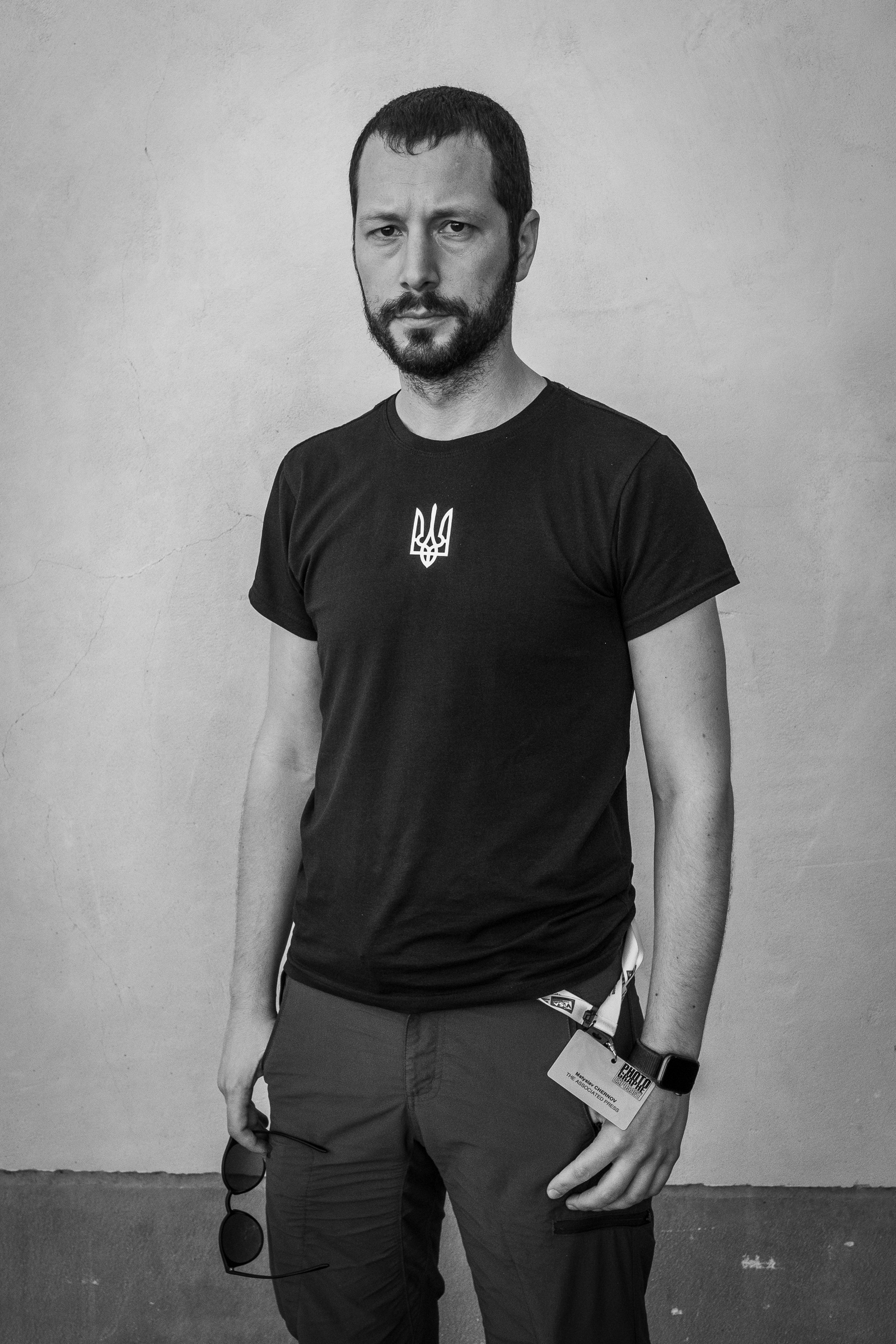
Prezidentem asociace je od roku 2013 Mstyslav Andrijovyč Černov

Ukrajinská asociace profesionálních fotografů (UAPF podle ukrajinského názvu Ukrajins'ka asociacija profesijnych fotohrafiv) je volná veřejná organizace založená za účelem zastupování profesionálních fotografů z Ukrajiny v mezinárodní fotografické komunitě a na národní úrovni, aby chránila jejich práva a zájmy. Jedním z cílů Asociace je také certifikace profesionálních fotografů z Ukrajiny v souladu s evropskými standardy pro tento účel.

## Historie
UAPF je oficiálním zástupcem Federace evropských profesionálních fotografů (FEP) na Ukrajině. FEP - je mezinárodní organizace uznávaná v 31 evropských zemích, jako hlavní představitel oficiální komunity profesionálních fotografů v EU. FEP jedná jménem více než 50 000 profesionálních fotografů z evropských zemí.
UAPF slouží jako oficiální zástupce svých členů (individuálních i obecně) a také jako prostředník při akcích v rámci profesionální fotografické práce.
Členy asociace jsou vítězové mezinárodních soutěží profesionální fotografie (např. „Ukrajinský fotograf roku“, „Nejlepší profesionální fotograf v Evropě“, „International Photography Award“), autoři samostatných výstav, projektů a publikací. V současné době je členem sdružení 38 členů.
Partnery UAPF jsou Federace evropských fotografů, Národní svaz fotografů Ukrajiny, Creative Union „Fotoart“, Unframe (mezinárodní skupina nezávislých dokumentárních fotografů), tisková agentura „Ukrainian News“ a tisková agentura „Mediaport“.
Aktivity UAPF zahrnují projekty zaměřené na rozvoj ukrajinského fotografického umění, šíření fotografických znalostí a doučování, rozvoj spolupráce při realizaci fotografických projektů na Ukrajině.
Prezidentem asociace je od roku 2013 Mstyslav Andrijovyč Černov.